# 39 км (зупинний пункт, Одеська залізниця)
39 кілометр — пасажирський залізничний зупинний пункт Одеської дирекції Одеської залізниці на лінії Побережжя — Підгородна.
Розташований у селі Струтинка Ананьївського району Одеської області між станціями Балта (16 км) та Жеребкове (4 км).
На платформі зупиняються приміські поїзди